# Estrela Velha
Estrela Velha é um município brasileiro do estado do Rio Grande do Sul, localizado na mesorregião Centro-Oriental Rio-Grandense e na microrregião de Santa Cruz do Sul. Sua população estimada em 2018 era de 3 660 para uma área de 281,667 km². O município é banhado por dois rios: o Jacuí, a oeste; e o Jacuizinho, a leste. É constituído por 4 distritos: Estrela Velha, Itaúba, Rincão da Estrela e São Luiz.

## História
Em 27 de abril de 1809, a Capitania de São Pedro do Rio Grande do Sul foi dividida em quatro vilas: Porto Alegre, Rio Grande, Rio Pardo e Santo Antônio da Patrulha. Rio Pardo, a única do interior, englobava a maior parte do território gaúcho, cujo conhecimento era limitado. Essa divisão tinha como objetivo um melhor atendimento às necessidades locais, já que vários núcleos populacionais começaram a difundir-se pelo território. A área atual do município de Estrela Velha ficava, portanto, dentro dos limites da Vila de Rio Pardo, mesmo após o seu desmembramento com as criações das vilas de Cachoeira do Sul, Caçapava e Alegrete de 1817 a 1832. Criado em 1833, desmembrado de Rio Pardo, o município de Cruz Alta passou a ser constituído por seis distritos: Cruz Alta, São Martinho, Botucaraí, Passo Fundo, Palmeira e São Miguel das Missões. No caso, a área de Estrela Velha estaria incluída no terceiro distrito, Botucaraí, que corresponderia à região de Soledade. A lei número 1197, de 30 de abril de 1879, repartiu o município de Soledade em cinco distritos e, somente em 1891, seria acrescentada ao nome do quinto distrito a parte correspondente a Estrela Velha, ou seja, na época Rincão da Estrela.
A origem do nome Estrela Velha remonta a 1920, quando foi construída, para fins de estabelecimento comercial, uma casa grande sobre uma colina, a qual foi toda pintada de branco e tendo como detalhe, em sua fachada, um escudo em forma de estrela, o qual tinha sido encontrado durante as escavações para a construção da casa. Conta-se que o escudo foi deixado neste local por combatentes que estiveram por ali acampados durante as revoluções, visto esta área ser rodeada por água, fator que os protegia por dificultar o acesso do inimigo. A casa branca da estrela sempre serviu de estabelecimento comercial, tornando-se um ponto de referência para moradores dos arredores e viajantes que cruzavam estas paragens, uma vez que estava localizada à beira de uma estrada geral. Então, a região passou a ser conhecida como Estrela Velha, que originou o nome do município. Hoje, o local onde se localizava a casa branca fica no centro da cidade.
Em dezembro de 1927 é criado o município de Jacuí, atual Sobradinho, fazendo com que parte da área do atual município de Estrela Velha passasse a pertencer a ele. Um outro pedaço de território foi acrescentado a Sobradinho devido à criação do município de Espumoso, em 1955, desmembrado também de Soledade e cujas terras pertenceriam eventualmente a Estrela Velha. Em 1964, Arroio do Tigre emancipa-se e dele faz parte todo o território de Estrela Velha, dividido em dois distritos, o de Itaúba e o de Estrela Velha. São esses dois distritos que, com a Lei de Criação número 10.664 de 28 de dezembro de 1995, passam a constituir o novo município de Estrela Velha, funcionando administrativamente a partir de 1 de janeiro de 1997.

## Geografia

### Localização
O município está localizado na região Centro-Serra, Microrregião Fumicultora de Santa Cruz do Sul, distante 280 quilômetros de Porto Alegre por via rodoviária. Seu acesso principal situa-se pela BR-481.

### Hidrografia
Estrela Velha é banhada a oeste pelo Rio Jacuí, formando a divisa física com o município de Pinhal Grande, e a leste pelo Rio Jacuizinho, divisa física com Arroio do Tigre. Na região limite entre Estrela Velha e Pinhal Grande, está localizada a Usina Hidrelétrica Itaúba, cuja casa de força situa-se em Pinhal Grande. A usina é a maior do Rio Jacuí, com uma potência total de 500 Megawatts.

## Subdivisões
De acordo com a Lei Orgânica do Município de Estrela Velha, seu território é dividido entre a zona urbana e a zona rural, prevendo a criação de distritos para a melhor administração da região. O município é constituído por quatro distritos, que subdividem o município em faixas paralelas, ao longo da direção norte-sul. Os distritos, indo do norte ao sul, são Sede ou Estrela Velha, Rincão da Estrela, São Luiz e Itaúba.

## Economia
Em 2016, o Produto Interno Bruto de Estrela Velha era de 115 807 810 reais. No mesmo ano, a maior atividade econômica era a agropecuária, com um valor agregado de cerca de 53,8 milhões de reais. Em segundo lugar está o setor de serviços, que agregou cerca de 30,5 milhões de reais, excluindo a parcela devida a administração, defesa, seguridade social, educação e saúde públicas, que tiveram um valor bruto adicionado de 21,7 milhões. A menor parcela do PIB deveu-se à indústria, que gerou apenas 3,5 milhões de reais para o município. Abaixo está a série histórica do PIB do município, de 1999 a 2016:
Evolução do PIB de Estrela Velha
(em milhões de reais)

## Infraestrutura

### Educação
Em 2017, o município contava com três escolas de ensino pré-escolar, oito escolas de ensino fundamental e apenas uma escola de ensino médio, todas pertencentes à rede pública de ensino.
| Ensino pré-escolar | 75  | 11         | 3 |
| Ensino fundamental | 412 | [ nota 1 ] | 5 |
| Ensino médio       | 92  | 8          | 1 |

Em 2007, quando foi feita a primeira medição do Índice de Desenvolvimento da Educação Básica (IDEB) em Estrela Velha, o indicador possuía os valores de 4,1 para os anos iniciais do ensino fundamental e 3,9 para os anos finais do ensino fundamental. Dez anos depois, em 2017, tais itens haviam evoluído, respectivamente, para 6,2 e 4,7. O IDEB para os anos iniciais ficou acima da meta de 5,4 estabelecida para o município, contrastando com o índice para os anos finais, que ficou abaixo da meta de 5,1. A única escola de ensino médio do município, a Escola Estadual de Ensino Médio Estrela Velha, teve seu IDEB como sendo 4,4 em 2017.

### Transportes
A frota municipal era de 2 049 veículos no ano de 2016, sendo 1 101 automóveis, 145 caminhões, 28 caminhões trator, 259 caminhonetes, 28 camionetas, 7 micro-ônibus, 367 motocicletas, 15 motonetas, 21 ônibus, 4 tratores de rodas, 4 veículos utilitários e 70 veículos de outros tipos.

### Saúde
Em 2020, o município contava com três postos de saúde pertencentes à rede do Sistema Único de Saúde (SUS): um no distrito sede, outro no distrito de Rincão da Estrela e um terceiro no distrito de Itaúba. O posto de Rincão de Estrela é classificado como uma Unidade Básica de Saúde (UBS), enquanto os outros dois são classificados como Estratégias de Saúde da Família (ESF). Estrela Velha também possui um laboratório de análises clínicas, adjunto ao posto de saúde do distrito sede, estando ambos localizados na Rua Georgina Williges Billig.

## Cultura
Em 4 de maio de 2009, foi inaugurado o Museu José Fontoura Ferreira, criado para resgatar a memória histórica do município. O museu homenageia o ex-combatente da Força Expedicionária Brasileira na Segunda Guerra Mundial, José Fontoura Ferreira, cuja família também doou quatro de suas medalhas para a instituição. Em 2015, seu acervo contava com 535 peças históricas e 41 documentos do século XX, incluindo uma certidão de nascimento em alemão de 1919. Há também na cidade a Biblioteca Pública Municipal, criada em dezembro de 1998, denominada Biblioteca Pública Mário Quintana, em homenagem ao escritor gaúcho. A biblioteca conta com um acervo com mais de 5 000 obras literárias, incluindo coleções de grandes escritores, obras raras, obras de lançamento, enciclopédias para pesquisas, DVDs de filmes e pesquisas.
Há no município o CTG Estrela do Pago, que mantém intercâmbio com outras entidades tradicionalistas da região. O CTG promove bailes e rodeios, sendo que suas principais atividades ocorrem durante a Semana Farroupilha. Fundado em 19 de julho de 1964, o estabelecimento foi construído no local em que se situava a antiga Casa Comercial Estrela Velha, que dá nome à cidade. Em um primeiro momento, quando o município se emancipou, o prédio do CTG serviu de sede para a prefeitura de Estrela Velha. No distrito municipal de Rincão da Estrela, também está localizado o CTG Fioravante Ceolin, fundado em 14 de setembro de 2005, cujo objetivo também é promover, preservar e divulgar a cultura gaúcha, através de atividades campeiras, sociais, culturais e recreativas.